# Schaltsack

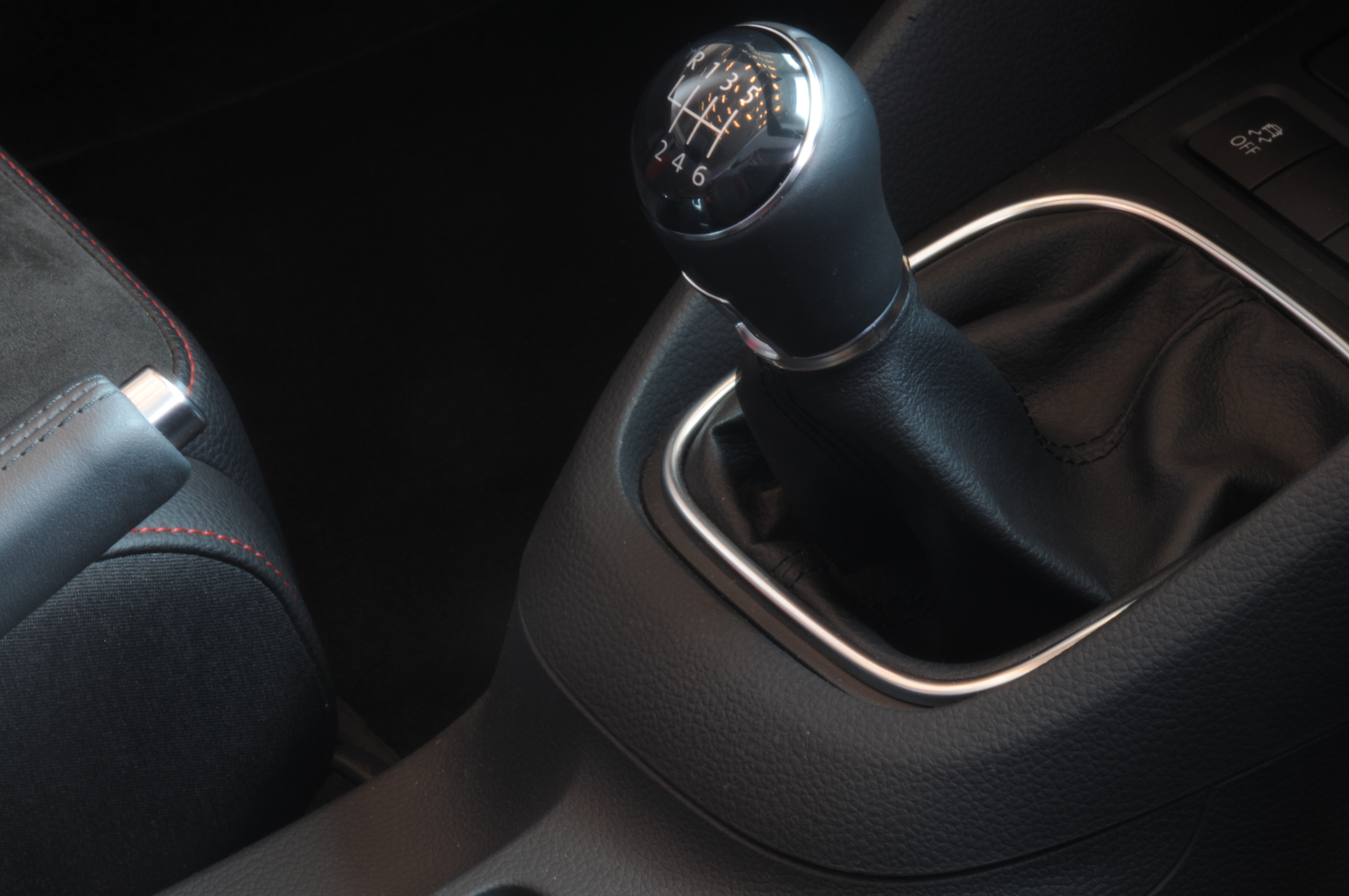
Schalthebel mit Schaltsack

Einen Schaltsack findet man in den meisten Kraftfahrzeugen mit Schaltgetriebe. 

## Zweck
Der Schaltsack dient zur Abdeckung der mechanischen Verbindungselemente („Schalteingeweide“) zwischen Schaltknauf oder Schaltstange und Schaltbock. 
Dadurch wird vorrangig verhindert, das Teile aus dem Insassenraum in den Schaltstangenmechanik hineinfallen und die oft offenliegenden und dauergeschmierten Gelenke durch gebundenen Staub- oder Sandeinfall vorzeitig verschleißen. Als Nebeneffekt wird die Optik des Fahrzeuginterieurs verbessert.

## Materialien
Schaltsäcke werden entweder aus Leder oder Kunstleder gefertigt und vernäht. 
Häufig findet man auch Faltenbälge aus Kunststoff, die als Schaltsack fungieren.